# 2014 SS349
2014 SS349 ist ein Planetoid, der am 22. September 2014 am Cerro Tololo Observatory, La Serena entdeckt wurde und zur Gruppe der Kuipergürtel-Planetoiden gehört. Der Asteroid läuft auf einer hoch exzentrischen Bahn in rund 1700 Jahren um die Sonne. Die Bahnexzentrizität seiner Bahn beträgt 0,68, wobei diese 48,31° gegen die Ekliptik geneigt ist.